# Hornau (Kelkheim)
Hornau ist einer der sechs Stadtteile von Kelkheim (Taunus) im hessischen Main-Taunus-Kreis. Hornau ist mit etwa 4200 Einwohnern der viertgrößte Stadtteil von Kelkheim.

## Geographische Lage

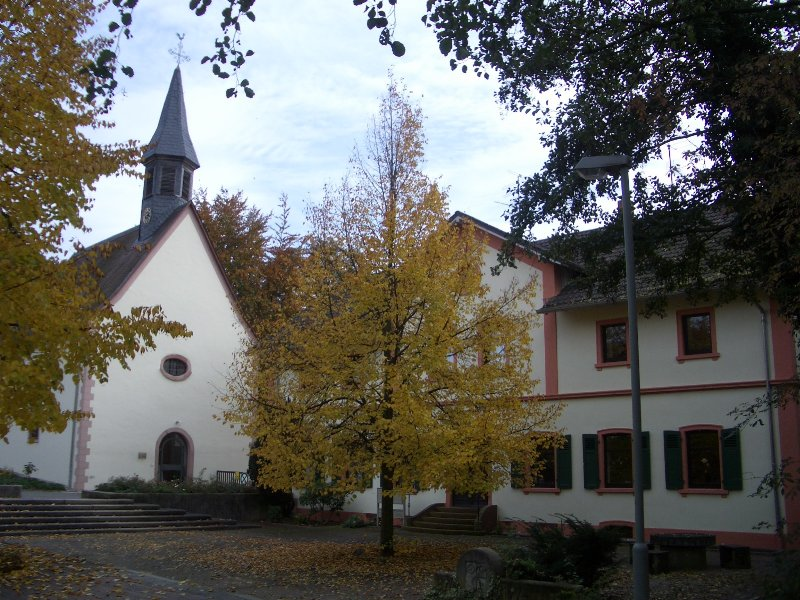
Hofgut der Familie Gagern und Alte Martinskirche

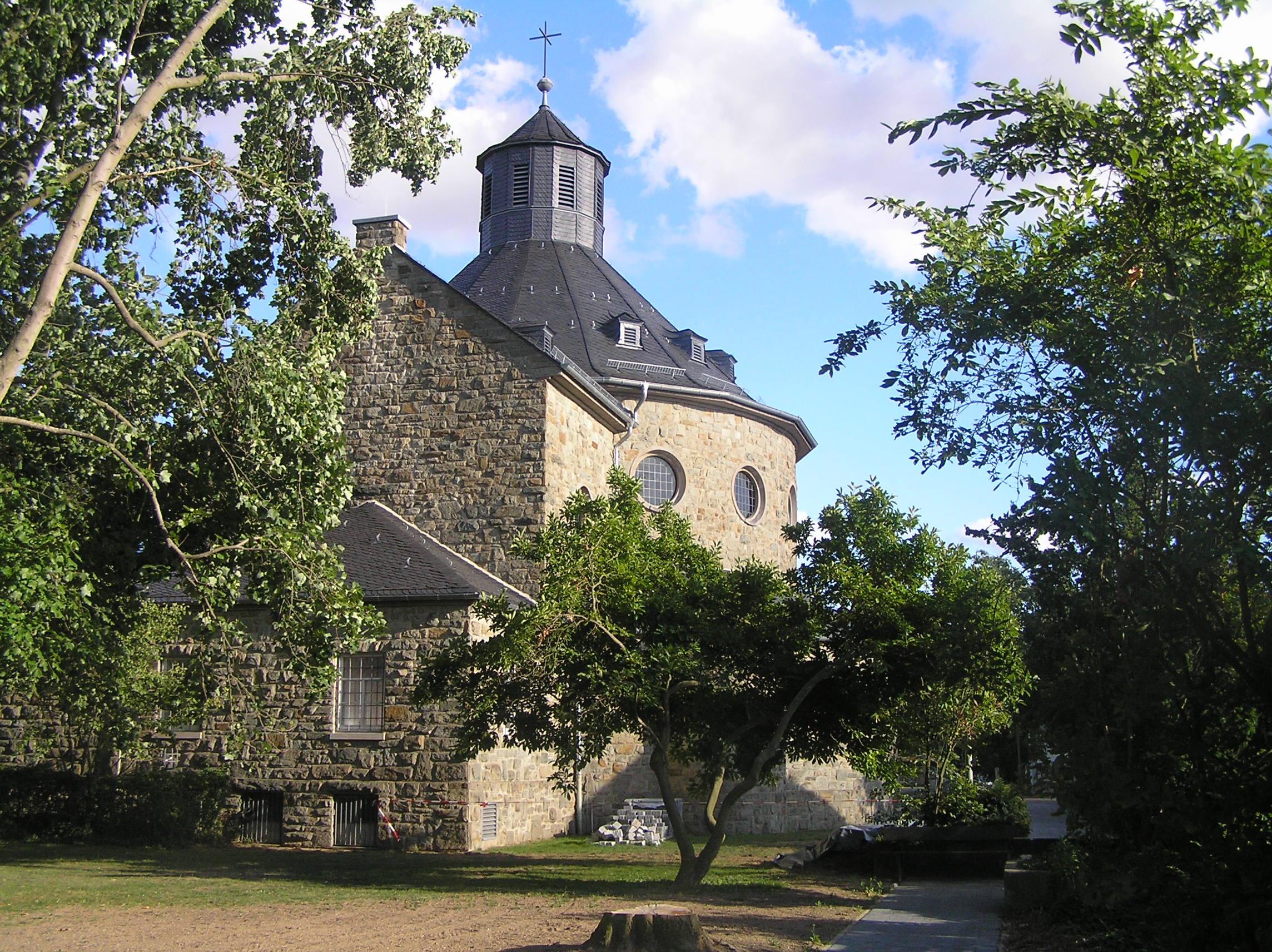
Neue Martinskirche

Es liegt im Vortaunus, rund 20 km nordwestlich von Frankfurt am Main. Hornau liegt beiderseits des Liederbachs, einem rechten Zufluss des Mains. Links und rechts des Tals steigt das Gelände teilweise stark an. Nördlich von Hornau liegt Wald, in die anderen Richtungen erstrecken sich Streuobstwiesen und städtische Bebauung. In der Gemarkung liegt die ehemalige Burg Hornau.
Die Bebauung Hornaus geht im Süden unmittelbar in die von Kelkheim-Mitte über, im Westen ist sie durch einen nur 200 Meter schmalen Streifen von der des Stadtteils Fischbach getrennt. Der Königsteiner Stadtteil Schneidhain liegt etwa zwei Kilometer nördlich von Hornau, der Bad Sodener Stadtteil Altenhain etwa ein Kilometer östlich.

## Geschichte

### Ortsgeschichte
Hornau wurde, soweit bekannt, im Jahr 874 unter dem Namen Amtsvogtei Hofheim erstmals urkundlich erwähnt, kann also als eine fränkische Gründung angesehen werden. Die Erwähnung als befestigte Hofanlage erfolgte in einer Urkunde des ostfränkischen König Ludwig dem Deutschen.
Im Jahr 874 gehörte Hornau zu der Herrschaft des Grafen Liutfrid, gehörte zur Oberliederbacher Mark und war Teil der Vogtei Kelkheim.
Kelkheim und Hornau gehörten seit dem 9. Jahrhundert dem Bartholomäusstift in Frankfurt und bildeten die Vogtei Kelkheim, mit der das Stift die Herren von Eppstein und nach deren Aussterben 1535 die Grafen von Stolberg belehnte.
Lehnsurkunden der Eppsteiner lassen sich von 1369, 1404, 1469 und 1478 sowie der Stolberger von 1535 und 1575 nachweisen.
Kurmainz nahm 1581 die Grafschaft Königstein in Besitz und kaufte 1594 alle Vogteirechte des Bartholomäusstifts ab.
Bei Säkularisation des Erzstifts Mainz 1802/03 fielen die 3 Dörfer an Nassau-Usingen.
Hornau war 1818–1866 Wohnsitz der Familie von Gagern, deren Mitglieder in der Demokratiebewegung von 1848 eine bedeutende Rolle spielten.
Die Gemeinde Hornau wurde 1938 mit den Dörfern Kelkheim und Münster zur Stadt Kelkheim zusammengeschlossen. Heute gilt Hornau unter Einheimischen vor allem als Künstlerstadtteil.

### Verwaltungsgeschichte im Überblick
Die folgende Liste zeigt die Staaten und Verwaltungseinheiten, denen Hornau angehört(e):
- vor 1535:  Heiliges Römisches Reich, Herrschaft Eppstein-Königstein, Vogtei Kelkheim
- ab 1535: Heiliges Römisches Reich, Grafen von Stolberg, Vogtei Kelkheim
- ab 1581: Heiliges Römisches Reich, Kurfürstentum Mainz, Oberamt Höchst und Königstein, Amtsvogtei Eppstein
- ab 1803: Heiliges Römisches Reich, Fürstentum Nassau-Usingen,[Anm. 2] Amtsvogtei Hofheim
- ab 1806: Herzogtum Nassau,[Anm. 3] Amt Königstein[Anm. 4]
- ab 1849: Herzogtum Nassau, Kreisamt Höchst
- ab 1854: Herzogtum Nassau, Amt Königstein
- ab 1867: Königreich Preußen,[Anm. 5] Provinz Hessen-Nassau, Regierungsbezirk Wiesbaden, Obertaunuskreis[Anm. 6]
- ab 1871: Deutsches Reich, Königreich Preußen, Provinz Hessen-Nassau, Regierungsbezirk Wiesbaden, Obertaunuskreis
- ab 1886: Deutsches Reich, Königreich Preußen, Provinz Hessen-Nassau, Regierungsbezirk Wiesbaden, Obertaunuskreis
- ab 1918: Deutsches Reich (Weimarer Republik), Freistaat Preußen, Provinz Hessen-Nassau, Regierungsbezirk Wiesbaden, Obertaunuskreis
  - 1919–1930: Hilfskreis Königstein in der französischen Besatzungszone
- ab 1928: Deutsches Reich, Freistaat Preußen, Provinz Hessen-Nassau, Regierungsbezirk Wiesbaden, Main-Taunus-Kreis
- ab 1938: Deutsches Reich, Freistaat Preußen, Provinz Hessen-Nassau, Regierungsbezirk Wiesbaden, Main-Taunus-Kreis, Stadt Kelkheim

## Bevölkerung

### Einwohnerstruktur 2011
Nach den Erhebungen des Zensus 2011 lebten am Stichtag dem 9. Mai 2011 in Hornau 4008 Einwohner. Darunter waren 291 (7,3 %) Ausländer.
Nach dem Lebensalter waren 711 Einwohner unter 18 Jahren, 1545 zwischen 18 und 49, 747 zwischen 50 und 64 und 1006 Einwohner waren älter.
Die Einwohner lebten in 1824 Haushalten. Davon waren 600 Singlehaushalte, 600 Paare ohne Kinder und 468 Paare mit Kindern, sowie 120 Alleinerziehende und 36 Wohngemeinschaften. In 489 Haushalten lebten ausschließlich Senioren und in 1140 Haushaltungen lebten keine Senioren.

### Einwohnerentwicklung
- 1457: 22 Häuser
- 1583: 25 Häuser
- 1587: 35 Hausgesesse
- 1592: 28 Hausgesesse
- 1598: 26 Haushalte
- 1612: 24 Häuser
- 1626: 21 Häuser
- 1632: 20 Haushalte
- 1648: 14 Haushalte
- 1655: 18 Haushalte
- 1670: 22 Haushalte
- 1680: 118 Einwohner
- 1805: 62 Gemeindemitglieder und zwei Witwen

| Hornau: Einwohnerzahlen von 1700 bis 2021 | Hornau: Einwohnerzahlen von 1700 bis 2021 | Hornau: Einwohnerzahlen von 1700 bis 2021 | Hornau: Einwohnerzahlen von 1700 bis 2021 | Hornau: Einwohnerzahlen von 1700 bis 2021 |
| --- | ----------------------------------------- | ----------------------------------------- | ----------------------------------------- | ----------------------------------------- |
| Jahr |                                           |                                           |                                           | Einwohner                                 |
| 1700 | 1700                                      |                                           | 139                                       | 139                                       |
| 1725 | 1725                                      |                                           | 165                                       | 165                                       |
| 1750 | 1750                                      |                                           | 188                                       | 188                                       |
| 1780 | 1780                                      |                                           | 289                                       | 289                                       |
| 1794 | 1794                                      |                                           | 201                                       | 201                                       |
| 1817 | 1817                                      |                                           | 292                                       | 292                                       |
| 1834 | 1834                                      |                                           | 439                                       | 439                                       |
| 1840 | 1840                                      |                                           | 484                                       | 484                                       |
| 1846 | 1846                                      |                                           | 517                                       | 517                                       |
| 1852 | 1852                                      |                                           | 562                                       | 562                                       |
| 1858 | 1858                                      |                                           | 648                                       | 648                                       |
| 1864 | 1864                                      |                                           | 551                                       | 551                                       |
| 1871 | 1871                                      |                                           | 516                                       | 516                                       |
| 1875 | 1875                                      |                                           | 574                                       | 574                                       |
| 1885 | 1885                                      |                                           | 608                                       | 608                                       |
| 1895 | 1895                                      |                                           | 682                                       | 682                                       |
| 1905 | 1905                                      |                                           | 857                                       | 857                                       |
| 1910 | 1910                                      |                                           | 1.028                                     | 1.028                                     |
| 1925 | 1925                                      |                                           | 1.116                                     | 1.116                                     |
| 1980 | 1980                                      |                                           | ?                                         | ?                                         |
| 1990 | 1990                                      |                                           | ?                                         | ?                                         |
| 2000 | 2000                                      |                                           | ?                                         | ?                                         |
| 2011 | 2011                                      |                                           | 4.008                                     | 4.008                                     |
| 2015 | 2015                                      |                                           | 4.170                                     | 4.170                                     |
| 2021 | 2021                                      |                                           | 4.237                                     | 4.237                                     |
| Datenquelle: Historisches Gemeindeverzeichnis für Hessen: Die Bevölkerung der Gemeinden 1834 bis 1967. Wiesbaden: Hessisches Statistisches Landesamt, 1968. Weitere Quellen: LAGIS; Stadt Kelkheim |                                           |                                           |                                           |                                           |

### Historische Religionszugehörigkeit
| • 1885: | 9 evangelischer (= 1,48 %), 599 katholische (= 98,52 %) Einwohner |

## Infrastruktur

Das Wappen der Stadt Kelkheim zeigt (heraldisch, also vom Träger aus gesehen) links oben das Wappen Hornaus, ein rotes Horn auf silbernem Grund.

Das Zentrum des Stadtteils liegt am Liederbach rund um die Hornauer Straße und die Rotlintallee. Die wichtigste innerstädtische Hauptstraße ist der Gagernring. Am östlichen Rand Hornaus verlaufen die Bundesstraßen 8 und 519.
Hornau hat einen Haltebahnhof an der Königsteiner Bahn, einer Vorortbahnstrecke, die von Königstein über Kelkheim und den Bahnhof Frankfurt-Höchst zum Frankfurter Hauptbahnhof verläuft. Es verkehren außerdem mehrere Buslinien des Rhein-Main-Verkehrsverbunds.

### Kirchen
In Hornau gibt es zwei Kirchengemeinden, die evangelische Stephanusgemeinde in der Straße Am Flachsland mit der Stephanuskirche und die katholische Gemeinde St. Martin in der Rotlintallee. Neben der heute genutzten Martinskirche steht noch der Vorgängerbau aus dem Jahr 1725, der älteste Kirchenbau im Kelkheimer Stadtgebiet. Die alte Martinskirche gehört zum Gebäudekomplex des Hofguts der Familie von Gagern (Heinrich von Gagern war 1848/49 Präsident der Nationalversammlung in der Frankfurter Paulskirche). Die Kirche ist anstelle einer Kapelle errichtet worden, die bereits 1490 erwähnt wurde. Das ehemalige Hofhaus, heute Pfarrhaus, stammt aus der Zeit um 1830. Auf dem alten Hornauer Friedhof finden sich noch die zahlreichen denkmalgeschützten Gräber der Gagerns. 1952 wurde die Kirche profaniert und 1974 bis 1977 innen und außen renoviert. Seit 1952 wird die neue Martinskirche gegenüber auf der anderen Seite des Baches genutzt.

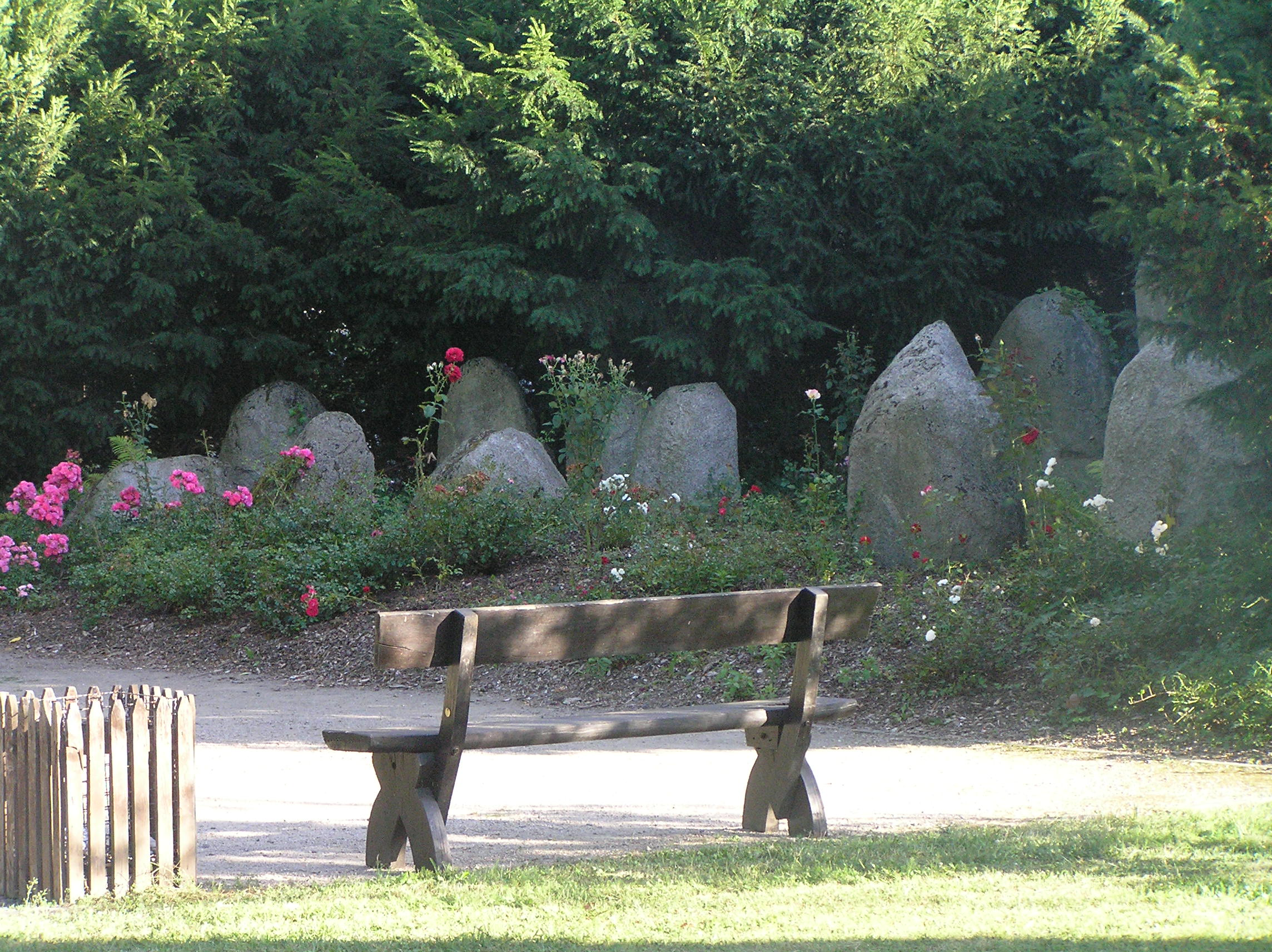
Gagernsteine

Gegenüber der Kirche befinden sich die Gagernsteine. Die Gagernsteine erinnern an die Familie von Gagern, die in Hornau von 1818 bis 1866 lebte. Erinnert wird an Hans Christoph Freiherr von Gagern, seine Frau Charlotte und ihre zehn Kinder (von denen Friedrich, Heinrich und Maximilian als Vorkämpfer für den Liberalismus bekannt wurden).

### Bildung und Freizeit
Die Hornauer Grundschule trägt den Namen eines Mitgliedes der bekanntesten Familie des Ortes: Max-von-Gagern-Schule. Am nördlichen Rand des Stadtteils liegt die Sportanlage Am Reis, Heimat des örtlichen Sportvereins TuS Hornau. Die erste Fußballmannschaft der Herren spielt seit der Saison 2024/25 in der fünftklassigen Fußball-Hessenliga.

### Sehenswertes
Zu den denkmalgeschützten Kulturdenkmälern in Hornau siehe Liste der Kulturdenkmäler in Hornau.

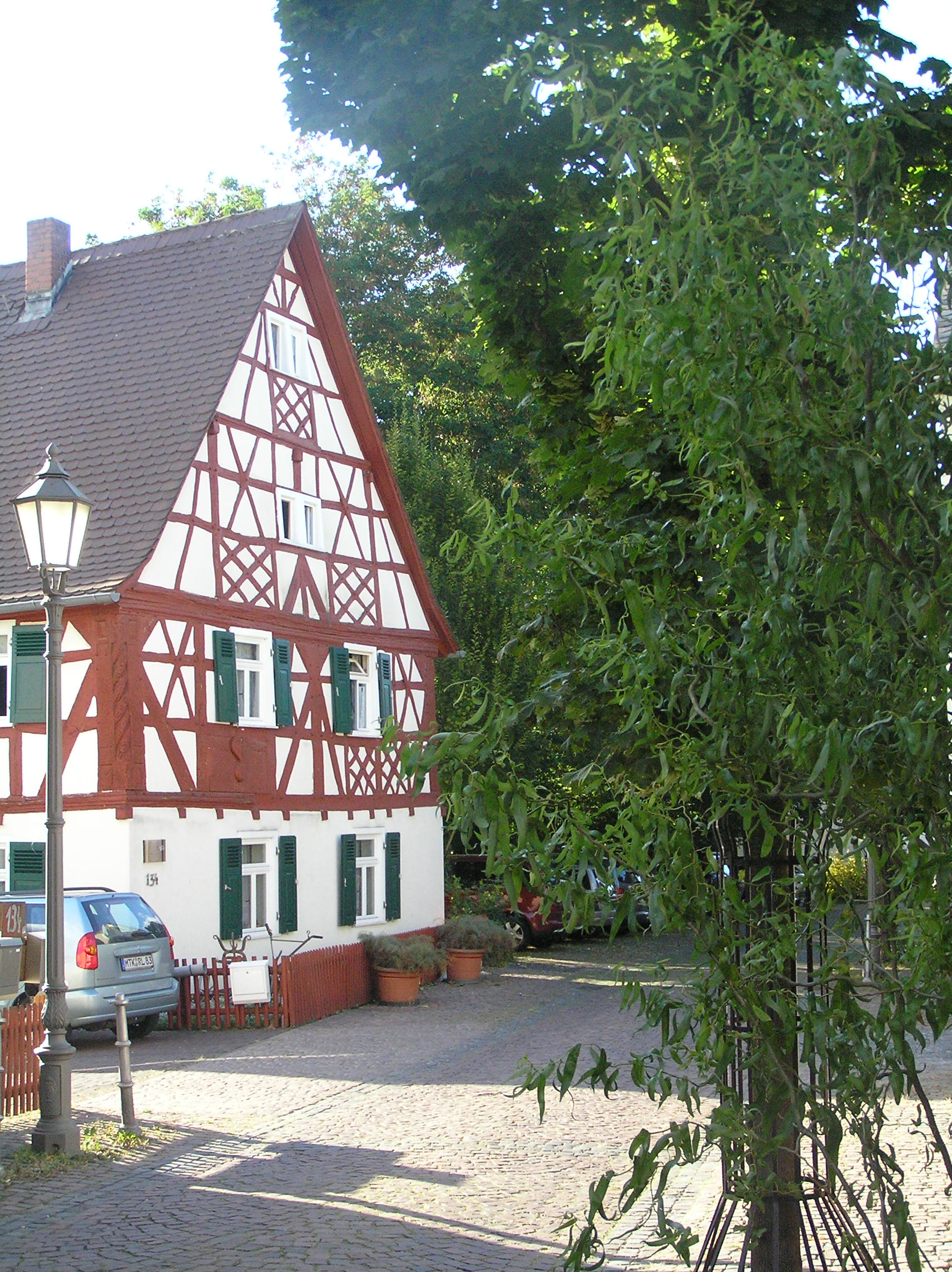
Fachwerkhaus von 1568

Am Liederbach liegt die Fuchshöhle, in die sich der Sage nach der Minnesänger Heinrich von Ofterdingen nach seiner Niederlage beim Sängerkrieg auf der Wartburg (1206) zurückgezogen haben soll. Seinen traurigen Liedern soll der Liederbach den Namen verdanken. Tatsächlich wurde die Höhle auf Veranlassung Friedrichs von Gagern aus dem Fels gehauen, um hier einen Ruheort für seine Meditationen zu haben.
Der Kern von Hornau bietet mit Kopfsteinpflaster und alter Bausubstanz einen schönen Anblick. Hier liegt auch das älteste Fachwerkhaus in Hornau. Das Gebäude wurde 1568 errichtet und befindet sich in Privatbesitz.